# 2016 PQ
El 2016 PQ és un asteroide del grup Apol·lo que presenta una de les distàncies mínimes d'intersecció orbital amb la Terra més petites que es coneixen. L'asteroide va ser descobert pel telesopi Pan-STARRS el 2 d'agost de 2016, quan va assolir una magnitud de 20,5 i va brillar amb una magnitud de 19,0 tres nits més tard, quan va arribar tant a prop del Sol que va poder ser observat amb telescopis des de la superfície terrestre. La vegada que més va apropar-se a la Terra va ser el 7 d'agost de 2017, a 0,025 ua.